# Заговор против Америки (мини-сериал)
«Заговор против Америки» (англ. The Plot Against America) — американский телевизионный мини-сериал в жанре альтернативной истории по одноимённому роману Филипа Рота. Главные роли в нём сыграли Морган Спектор, Вайнона Райдер, Зои Казан, Джон Туртурро, Энтони Бойл. Премьера состоялась 16 марта 2020 года на телеканале HBO.

## Сюжет
Действие сериала происходит в США, где на президентских выборах 1940 года победил не Франклин Делано Рузвельт, а Чарльз Линдберг — человек, выступавший против вступления Америки в войну и не скрывавший свои антисемитские взгляды. Главные герои — члены еврейской семьи из Нью-Джерси, наблюдающие за тем, как в стране формируется нацистская диктатура. В отличие от романа Филипа Рота, который стал литературной основой сценария, у сериала открытый финал: действие заканчивается в день очередных президентских выборов, когда массово уничтожают бюллетени с голосами против Линдберга.

## В ролях
- Морган Спектор — Герман Левин
- Вайнона Райдер — Эвелин Финкель;
- Зои Казан — Элизабет Левин;
- Джон Туртурро — Лайонел Бенгельсдорф;
- Энтони Бойл — Элвин Левин
- Майкл Кострофф — Шепси Тирхвелл
- Калеб Малис — Сэнфорд Левин
- Эжи Робертсон — Филипп[1].

## Производство и релиз
Голливудский сценарист Дэвид Саймон прочёл роман Филипа Рота «Заговор против Америки» вскоре после его публикации, в 2004 году. Известно, что тогда он счёл книгу «политически неуместной». В 2013 году Том Ротман предложил Саймону адаптировать роман для телевидения, но тот отказался. Однако после выборов 2016 года, на которых президентом США был избран Дональд Трамп, Саймон признал книгу Рот актуальной аллегорией, решил экранизировать её и предложил своему давнему коллеге Эду Бёрнсу совместно написать сценарий.
8 ноября 2018 года было официально объявлено, что HBO снимет по «Заговору против Америки» шестисерийный мини-сериал. Дэвид Саймон и Эд Бёрнс стали сценаристами и продюсерами. Вместе с ними проект продюсировали Филипп Рот, Джо Рот, Джефф Киршенбаум, Нина Ноубл, Меган Эллисон, Сью Нэгл, Сьюзан Голдберг и Деннис Стрэттон. К апрелю 2019 года был сформирован актёрский коллектив: роли получили Вайнона Райдер, Зои Казан, Морган Спектор, Джон Туртурро, Энтони Бойл, Эйзи Робертсон и Калеб Малис.
Съёмки проходили летом 2019 года в Ньюарке (Нью-Джерси), Нью-Йорке, Балтиморе, Вашингтоне. «Заговор против Америки» вышел на экраны весной 2020 года.

## Оценки
«Заговор против Америки» был высоко оценён критиками. На сайте-агрегаторе Rotten Tomatoes он получил рейтинг одобрения в 87 % при среднем показателе 8,2/10 на основе 76 рецензий. Критики с этого ресурса признали «Заговор» «поучительной» и «тревожаще актуальной» историей, которую необходимо посмотреть. На Metacritic средневзвешенная оценка составила 82 балла из 100, что указывает на «всеобщее признание».
Меган О’Киф из Decider охарактеризовала «Заговор против Америки» как «мрачный сериал, полный захватывающих перформансов и мастерской игры». Даррен Франич из Entertainment Weekly осталась в восторге от увиденного и назвала последнюю серию «Заговора» «одним из самых захватывающих сериальных эпизодов на своей памяти». Джеймс Поневозик написал в The New York Times, что шоу оказалось чем-то большим, чем «упражнением для размышлений на тему „Вот что могло произойти, и слава Богу, этого не произошло“». По мнению рецензента, это история «о том, что может произойти в любое время».
Обозреватель «Афиши» охарактеризовал «Заговор» как «не самый, может быть, удивительный, но по-книжному увлекательный, сделанный на высочайшем уровне и повсеместно актуальный сериал», особо выделив игру Вайноны Райдер.